# Frankenwall 6 (Stralsund)

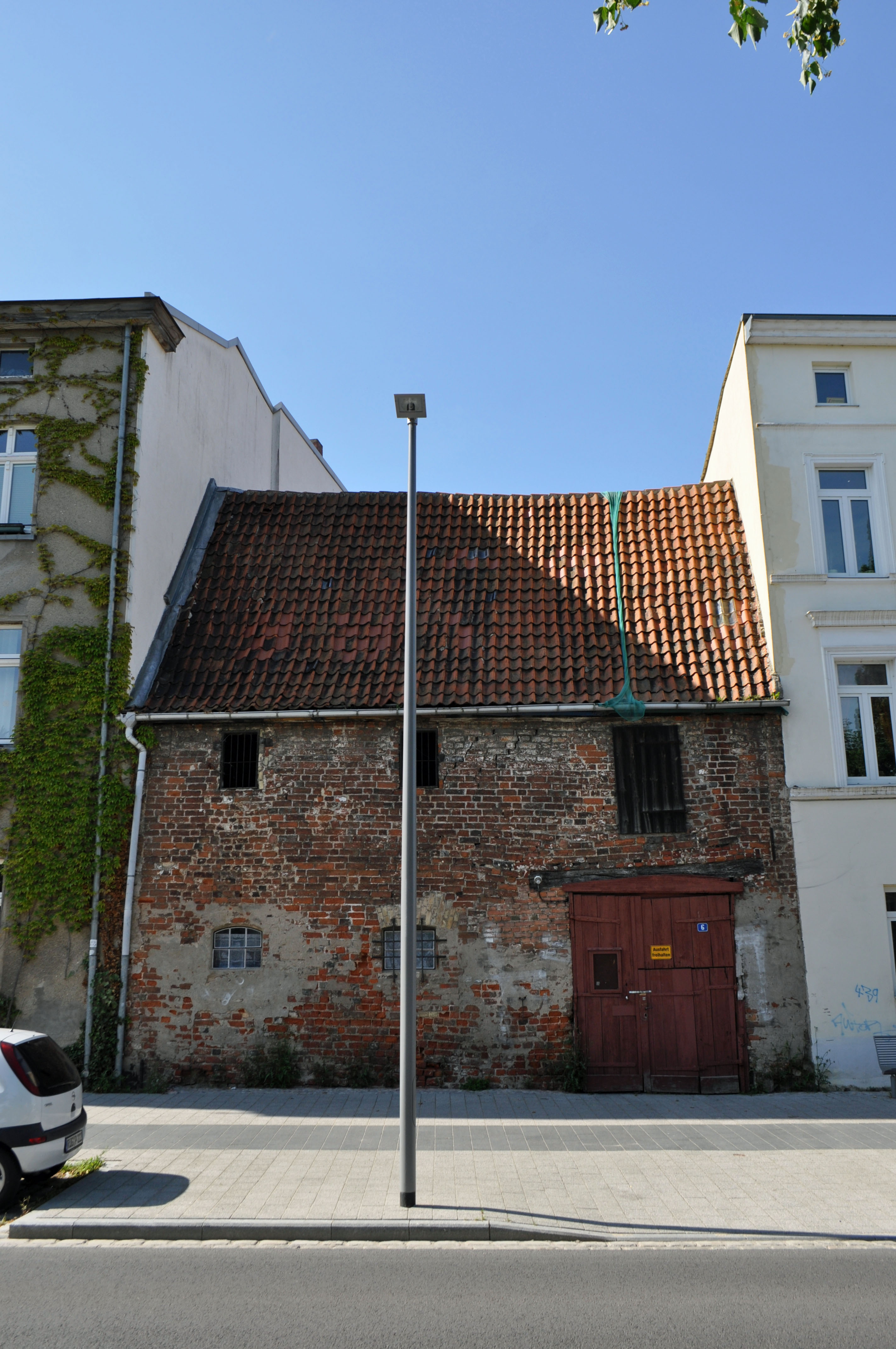
Das Haus Frankenwall 6 in Stralsund (2011)

Das Gebäude mit der postalischen Adresse Frankenwall 6 ist ein denkmalgeschütztes Bauwerk am Frankenwall in Stralsund.
Das zweigeschossige Gebäude mit Satteldach wurde im 17. Jahrhundert als Speicher errichtet. Der Backsteinbau enthält Teile der ehemaligen Stralsunder Stadtmauer.
Das Haus liegt im Kerngebiet des von der UNESCO als Weltkulturerbe anerkannten Stadtgebietes des Kulturgutes „Historische Altstädte Stralsund und Wismar“. In die Liste der Baudenkmale in Stralsund ist es mit der Nummer 257 eingetragen.